# Доманович, Радое
Ра́дое До́манович (серб. Радоје Домановић, 1873-1908) — сербский писатель-сатирик. Известен своими короткими рассказами и повестями с критикой сербской монархии (династии Обреновичей). Скончался в молодом возрасте от туберкулёза, от которого страдал всю взрослую жизнь.

## Творчествo
Радое Доманович — выдающийся представитель критического реализма в сербской литературе – на литературное поприще вступил в период, известный в истории Сербии под названием глухого времени, – в период абсолютистского режима короля Александра Обреновича. Это было время реакции, необузданного полицейского террора и беззакония, произвола придворной камарильи, постоянных смен правительства и государственных переворотов, политических скандалов и афер. Народные массы были лишены политических прав и свобод. В этой удушливой атмосфере, которую Доманович образно назвал мертвым морем, передовые силы, подвергаясь жестоким преследованиям, вели тяжелую борьбу за демократию и свободу. Писатель, еще будучи студентом, включился в эту борьбу и до конца своей жизни оставался непоколебимым защитником прав и интересов народа.
В начале своей литературной деятельности Доманович обращается к традиционной теме сербской литературы – изображению жизни села и провинции. Но вскоре от реалистических рассказов из сельской и провинциальной жизни он переходит к созданию политических сатир.
Смелый, чуждый компромиссам, член Республиканской партии Доманович с гневом и ненавистью разоблачал темные стороны тогдашней политической системы в Сербии, борясь как против абсолютистского обреновического режима, так и против тех, кто рабски пресмыкался перед этим режимом. Сатиры Домановича были написаны в связи с конкретными событиями. Но актуальность, острая злободневность сатир отнюдь не лишала их глубоких художественных обобщений. Доманович отразил в них самые существенные черты общественной жизни Сербии конца XIX – начала XX века. Такие его произведения, как «Вождь», «Клеймо», «Мертвое море», «Страдия» и ряд других, в которых высмеиваются самодурство и бездушие бюрократии, политическая беспринципность и бесхребетность, трусость и раболепие, сохранили и по сей день всю свою силу и звучание, несмотря на то, что со времени их создания прошло больше столетия.
Как политический сатирик Доманович по сей день остается непревзойденным не только в сербской, но и во всей югославской литературе. Непреходящее значение его сатир заключается в их гуманизме и демократизме, в неподдельной любви писателя к народу, в создании оригинальных и острых сатирических образов.

## Произведения
(названия даны на языке оригинала, в скобках — на русском. Если перевод текста существует, русское название дано в кавычках «»)
- серб. Вођа («Вождь»), 1901
- серб. Данга («Клеймо»), 1899
- серб. Страдија («Страдия»), 1902
- серб. Мртво море («Мёртвое море»), 1902
- серб. Краљевић Марко по други пут међу Србима («Королевич Марко второй раз среди сербов»), 1901
- серб. Размишљање једног обичног српског вола («Размышления сербского вола»), 1902
- серб. Укидање страсти («Отмена страстей»), 1898
- серб. Позориште у паланци («Театр в провинции»), 1898
- серб. Гласам за слепце, 1902
- серб. Не разумем («Не понимаю!»), 1898

## Издания на русском языке
- Повести и рассказы. (предисл. М. Богданова) — М.: Гослитиздат, 1956 — 409 с.
- Страдия (перевод Г. Ильиной). М.: ГИХЛ, 1957 — 80 с.
- Сатира и юмор (предисл. и примеч. М. Богданова) — М.: Гослитиздат, 1961 — 294 с.
- Сатира и юмор (предисл. и примеч. М. Богданова) - Белграл, изд. Нолит, 1970 - 468 с.